# Altes Pfarrhaus (Eschelbronn)

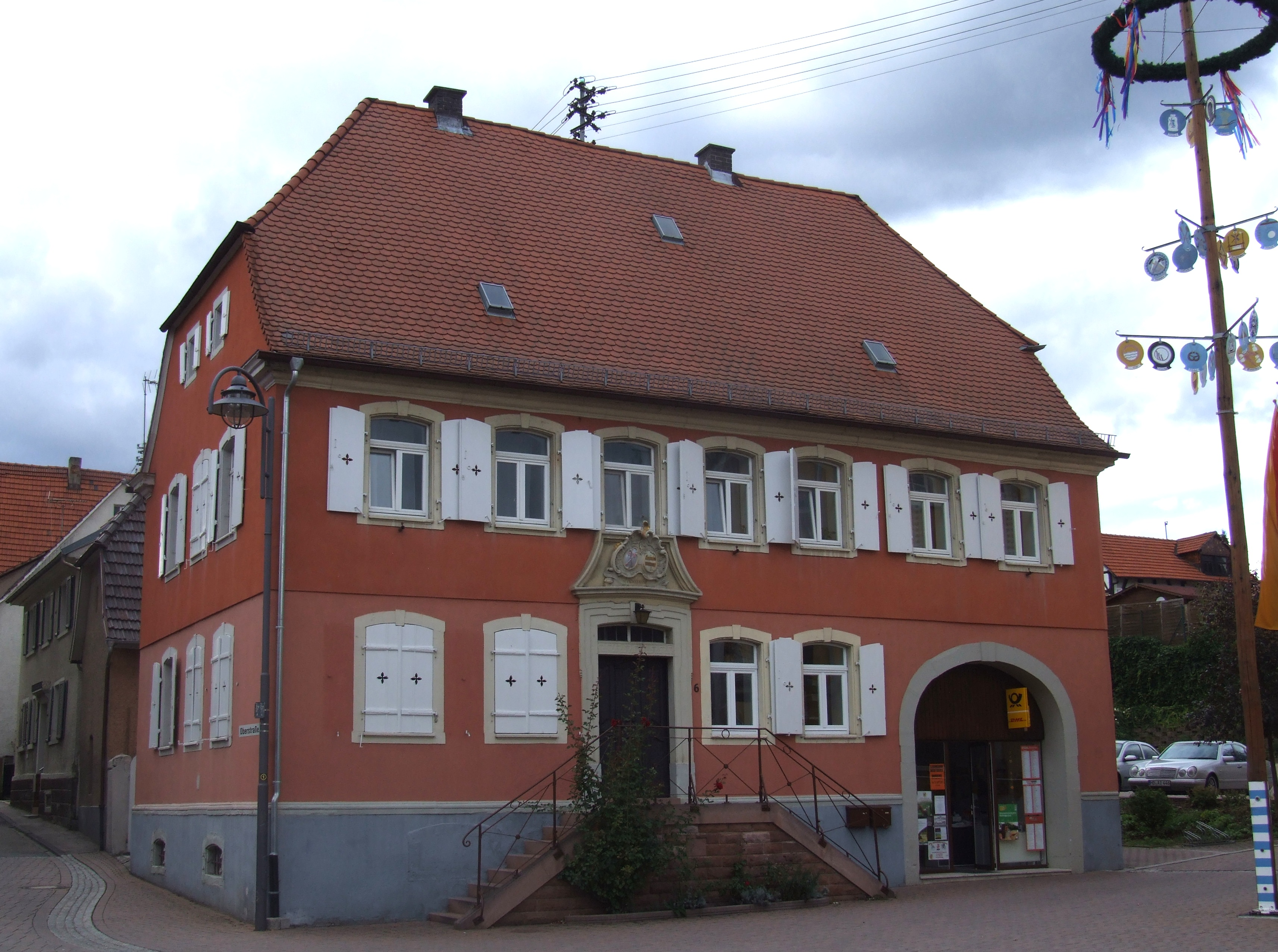
Altes Pfarrhaus mit Venninger und Hutten Wappen

Das alte Pfarrhaus in der Oberstraße 2 in Eschelbronn ist ein denkmalgeschütztes Bauwerk und ehemaliges Pfarrhaus Rentamt der Ortsherrschaft derer von Venningen.

## Architektur

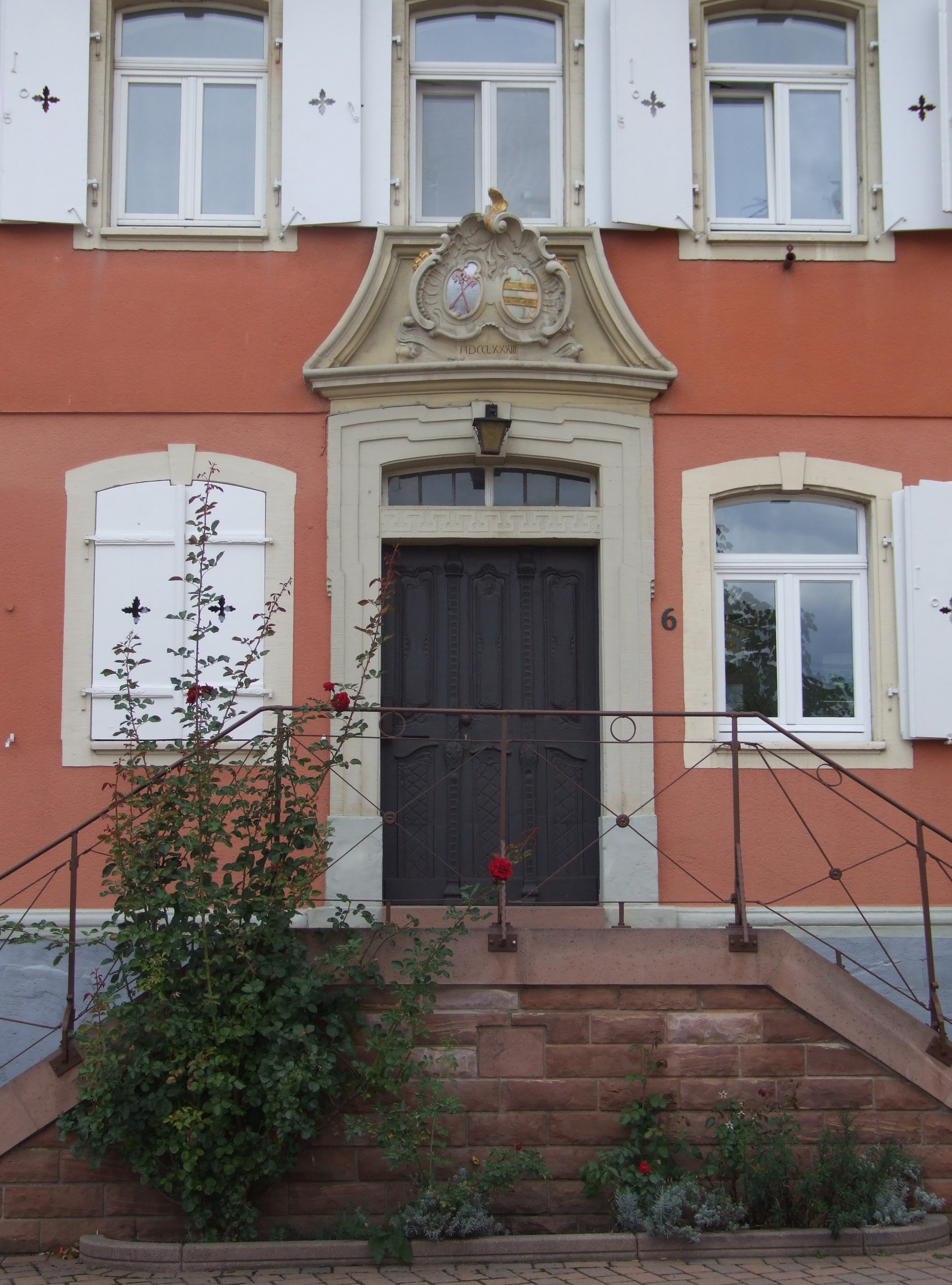
Eingangsbereich mit dem Venninger und Hutten Wappen

Das Gebäude besitzt zwei Stockwerke und ein Dachgeschoss. Der erste Stock befindet sich im Hochparterre und ist von zwei Seiten über eine repräsentative Eingangstreppe erreichbar. Über dem Eingangsbereich befinden sich ein Venninger und ein Gemminger Wappen.

## Geschichte
Das Pfarrhaus wurde im Jahr 1783 als Rentamt erbaut und von den Herren von Venningen finanziert und befindet sich direkt neben der ab 1811 erbauten evangelischen Kirche.
Im Jahr 1813, als russische Soldaten während der Befreiungskriege auf dem Marsch nach Frankreich in Privathaushalten im Ort einquartiert waren, diente es der russischen Kommandantur und war Schauplatz von Protesten Eschelbronner Einwohner gegen die Gefangennahme Emil Haucks.
Das Haus ist Geburtsort des 1818 geborenen Dekans des Kirchenbezirks Sinsheim Wilhelm Frank.
Ende der 1960er Jahre kaufte die Gemeinde das Schloss Eschelbronn auf, um es abzureißen und an gleicher Stelle die Schlosshalle zu erbauen. Bestandteil der diesbezüglichen Verhandlungen zwischen dem damaligen Bürgermeister Philipp Dinkel und den Besitzern von Venningen war auch die Ablösung alter Herrschaftspflichten wie die Renovierung des Pfarrhauses.
1972 wurde das Gebäude von Karl Freiherr von Venningen verkauft und ging in Privatbesitz über. Es wird seitdem als Wohnhaus und Ladengeschäft genutzt. Vor dem Verkauf existierten Pläne zur Unterbringung einer Post, einer Bank oder einer Polizeidienststelle sowie eines Heimatmuseums im Obergeschoss. Die Pläne wurden jedoch vom Gemeinderat abgelehnt.
Mehrmals war das Haus von Hochwasserschäden betroffen. Das Neue Pfarrhaus befindet sich in der Neidensteiner Straße.